# Шевченко, Игорь Сергеевич
Игорь Сергеевич Шевченко (род. 9 февраля 1979, Севастополь, СССР) — российский государственный деятель, юрист. Прокурор Республики Адыгея с 2 октября 2018 года. Государственный советник юстиции 2 класса.

## Биография
Игорь Сергеевич Шевченко родился в городе Севастополе в 1979 году.
Высшее образование по специальности «правоведение» он получил в Национальной юридической академии имени Ярослава Мудрого.
Трудовую деятельность начал в прокуратуре Нахимовского района города Севастополя в 2001 году в должности помощника прокурора, а затем — старшего помощника прокурора города.
В 2003 году он начал работу в аппарате прокуратуры города Севастополя — в отделе надзора за соблюдением и применением законов (позднее — отдел защиты прав и свобод граждан и интересов государства).
В 2006 году возглавил этот отдел.
25 марта 2014 года, после вхождения города Севастополя в состав Российской Федерации, приказом Генерального прокурора Российской Федерации назначен исполняющим обязанности прокурора города Севастополя.
Указом Президента Российской Федерации «О назначении на должность работников органов прокуратуры Российской Федерации» от 2 мая 2014 года И. С. Шевченко назначен на должность прокурора города Севастополя.
С 12 мая 2014 года, Шевченко попал под персональные санкции Евросоюза.
10 июня 2017 года Шевченко присвоен классный чин государственный советник юстиции 2 класса.
Указом Президента Российской Федерации от 2 октября 2018 года Игорь Шевченко назначен на должность прокурора Республики Адыгея на 5 лет.
За примерное исполнение служебных обязанностей И. С. Шевченко неоднократно поощрялся, награждён нагрудным знаком «За безупречную службу».
Указом Президента Российской Федерации от 6 декабря 2019 года награждён медалью ордена «За заслуги перед Отечеством» II степени.
19 марта 2015 года награждён памятной медалью Следственного комитета Российской Федерации «За взаимодействие в создании органов следствия в Крыму»
Женат, воспитывает двоих сыновей и дочь.

## Награды
- Нагрудный знак «За безупречную службу»;[3]
- Медаль Министерства обороны Российской Федерации «За возвращение Крыма»